# Siegfried Roehrig
Kurt Hermann Siegfried Roehrig (* 31. Oktober 1876 in Tecklenburg; † 29. März 1953 in Schleswig) war ein preußischer Landrat.

## Leben
Als Sohn der Eheleute Hermann Roehrig (Landrat des Kreises Tecklenburg) und Ottilie Bertha Siebel machte Siegfried Roehrig im Jahre 1896 am Königlichen Gymnasium Köslin sein Abitur und studierte an den Universitäten Freiburg, Berlin und  Bonn Jura. Am 14. Juli 1900 legte er die Prüfung zum Gerichts-Referendar mit dem Ergebnis „ausreichend“ ab und wurde am 10. August 1900 zum Gerichts-Referendar am Oberlandesgericht Hamm ernannt. Im April 1901 promovierte er in Greifswald zum Doctor iuris utriusque mit dem Ergebnis Cum laude.
Vom 15. September 1902 an war er als Regierungs-Referendar bei der Bezirksregierung Köslin tätig und wurde hier nach Ablegung der Prüfung zum Regierungs-Assessor am 1. September 1905 (Ergebnis „ausreichend“) zum Regierungsassessor ernannt. Bei den Landräten in Minden und Düren war er zur Hilfeleistung abgestellt, bevor er an die Bezirksregierung Danzig überwiesen wurde. Am 16. April 1911 wurde ihm die Vertretung des beurlaubten Landrats des Kreises Halle und am 1. Juli 1911 die kommunalen Verwaltung des Landratsamtes übertragen. Nachdem der Kreistag Halle am 21. Oktober 1911 unter Verzicht auf sein Präsentationsrecht um die Ernennung zum Landrat gebeten hatte, wurde Roehrig am 29. November 1911 definitiv zum Landrat des Kreises Halle ernannt. Am 10. April 1922 war seine Ernennung zum Regierungsrat und die anschließende Überweisung an die  Bezirksregierung Osnabrück. Hier wurde er am 22. Dezember 1926 zum Oberregierungsrat ernannt.
Am 31. Oktober 1930 ist er zum Regierungsdirektor und Abteilungs-Dirigent bei der  Bezirksregierung Schleswig und im Jahre 1932 zum Regierungsvizepräsidenten befördert worden. Im Oktober 1943 wurde er zunächst beurlaubt und im Februar 1944 aus dem Staatsdienst entlassen.
Seinen Militärdienst leistete er als Einjährig-Freiwilliger beim Westfälischen Jäger-Bataillon Nr. 7 und war hier Major der Reserve. Vom 18. August bis zum 4. Dezember 1914 nahm er an den Kämpfen im Ersten Weltkrieg teil und wurde auf Reklamation entlassen.
Roehrig hatte am 20. Juli 1916 in Berlin-Dahlem Johanna Maria Emilia Burckhardt geheiratet.

## Ehrungen
- Landwehrdienstauszeichnung II. Klasse
- Eisernes Kreuz II. Klasse
- Kronenorden IV. Klasse.